# Urspår
Urspår var ett proggrelaterat skivbolag som var verksamt 1979–1985 i Stockholm. 
Bland bolagets utgivning märks inspelningar med grupperna Istid, Kräldjursanstalten, Lokomotiv Konkret, Michael Maksymenko & Kropparna, Orientexpressen, Syster Lycklig, von Zamla samt Lars Hollmer & Hasse Bruniusson och Pukaj Wayra.
Urspår hade även underetiketten Organic Music på vilken utgavs bland annat inspelningar med Christer Bothén & Bolon Bata, Lokomotiv Konkret, Rena Rama och Okay Temiz.